# 米格尔·萨巴赫
米基爾·沙巴·洛迪古斯（Miguel Sabah Rodríguez，1979年11月14日—），出生於墨西哥東南部加勒比海沿岸渡假勝地坎昆，是一名足球運動員，司職前鋒，現時效力墨甲球會莫雷利亚。

## 生平

### 球會
瓜达拉哈拉
米基爾·沙巴出身於墨西哥老牌球會瓜达拉哈拉，在2000年8月12日首次披甲上陣出戰蓝十字，以後補身份於下半場入替本哈明·加林多（Benjamin Galindo）。雖然於開季第三場即獲派上場，但他一直等到2002年夏季聯賽（Verano 2002）才再有機會上陣，這季米基爾·沙巴上陣16次，其中11場擔任正選，並射入3球；但翌季基爾·沙巴再次被受冷落，僅上陣6場，沒有取得入球。而2003年春季聯賽（Clausura 2003）亦沒有多大改變，上陣8場，更連續兩季零入球。直到2003年秋季聯賽（2003 Apertura）情況才有改善，米基爾·沙巴於18場上陣合共射入8球。翌季他上陣11場，而瓜达拉哈拉更晉級附加賽決賽對普马斯（Pumas de la UNAM），米基爾·沙巴在首回合於75分鐘獲派後補上陣，但次回合只能安坐後備席，兩回合累計雙方1-1平手，瓜达拉哈拉於互射十二碼以4-5不敵落敗。於2004年秋季聯賽（Apertura 2004）米基爾·沙巴獲得14場上陣機會，並射入5球，但在揭幕戰對亚特兰特領得一面紅牌，但瓜达拉哈拉仍取得7-0大捷。基爾·沙巴在效力瓜达拉哈拉最後的兩季合共才上陣12場，在球隊的9個球季上陣86場，其中36場擔任正選，為球隊貢獻18個入球。
蓝十字
2005年秋季聯賽（Apertura 2005）後基爾·沙巴轉投蓝十字，使其足球事業真正起飛，加盟首季錄得3個入球及兩次助攻；2006年秋季聯賽（Apertura 2006）基爾·沙巴表現出色，於18場比賽中15場出任正選及射入10球，位列第三位聯賽神射手；但2007年春季聯賽（Clausura 2007）狀態稍為回落，於17場上陣僅射入6球；2007年秋季聯賽（Apertura 2007）在統計數字上是基爾·沙巴效力蓝十字以來最好的一季，整季17場比賽全數正選登場，並且射入11球，位列聯賽射手榜第5位。雖然基爾·沙巴在效力蓝十字最後兩季的37場比賽合共只射入11球，但球隊卻能分別晉級附加賽決賽，但兩次決賽均功虧一簣，2008年春季聯賽（Clausura 2008）累計2-3不敵圣多斯（Santos Laguna），而2008年秋季聯賽（Apertura 2008）則累計2-2，互射十二碼6-7僅負於托卢卡（Deportivo Toluca）。
莫雷利亚
米基爾·沙巴於2008年12月28日轉會莫雷利亚，並於12月18日公開介紹給公眾。2009年1月31日米基爾·沙巴在對亞美利加時射入加盟後首個入球，在餘下的2009年春季聯賽（Clausura 2009），米基爾·沙巴經歷季初與新球隊的磨合後發揮出色，上陣17場中15場擔任正選，射入11球，位列聯賽射手榜第3位。

### 國家隊
大器晚成的米基爾·沙巴直到2009年5月15日才被國家隊教頭哈维尔·阿吉雷（Javier Aguirre）徵召備戰2010年世界盃外圍賽對薩爾瓦多和千里達及托巴哥，米基爾·沙巴於對千里達及托巴哥時首次披上國家隊球衣上陣，於34分鐘後補入替（Nery Castillo）。 
阿吉雷繼續挑選米基爾·沙巴加入2009年美洲金盃決選名單中。2009年7月9日分組賽次場對巴拿馬，米基爾·沙巴在開賽後10分鐘先拔頭籌，是個人首個國際賽入球，亦是美洲金盃歷史上第500個入球；米基爾·沙巴在整項競賽中射入4球，協助墨西哥贏得冠軍及登上賽事神射手寶座。

## 榮譽
國家隊
- 美洲金盃冠軍：2009年；

個人
- 美洲金盃首席神射手：2009年；

## 外部連結
- （西班牙文） MIGUEL SABAH